# كلاتة شيخي
كلاتة شيخي (بالفارسية: کلاته شیخی) هي قرية تقع في قسم كاخك الريفي في إيران. يقدر عدد سكانها بـ 66 نسمة بحسب إحصاء 2016.